# Nuoto ai Giochi della XXV Olimpiade - Staffetta 4x100 metri misti maschile
Hanno partecipato alle batterie di qualificazione 23 nazioni: le prime 8 si sono qualificate per la finale.

## Finale
31 luglio 1992
| Posizione | Atleti | Paese             | Tempo      |
| --------- | ------ | ----------------- | ---------- |
|           |        | Stati Uniti       | 3:36.93 RM |
|           |        | Squadra Unificata | 3:38.56    |
|           |        | Canada            | 3:39.66    |
| 4         |        | Germania          | 3:40.19    |
| 5         |        | Francia           | 3:40.51    |
| 6         |        | Ungheria          | 3:42.03    |
| 7         |        | Australia         | 3:42.65    |
| 8         |        | Giappone          | 3:43.25    |

## Non qualificate
| Posizione | Atleti | Paese               | Tempo   |
| --------- | ------ | ------------------- | ------- |
| 9         |        | Regno Unito         | 3:43.96 |
| 10        |        | Spagna              | 3:44.12 |
| 11        |        | Italia              | 3:44.30 |
| 12        |        | Porto Rico          | 3:46.52 |
| 13        |        | Cina                | 3:46.85 |
| 14        |        | Sudafrica           | 3:46.86 |
| 15        |        | Estonia             | 3:46.87 |
| 16        |        | Belgio              | 3:47.64 |
| 17        |        | Norvegia            | 3:52.42 |
| 18        |        | Filippine           | 3:53.64 |
| 19        |        | Hong Kong           | 3:56.46 |
| 20        |        | Finlandia           | 4:06.18 |
| 21        |        | Guam                | 4:07.98 |
| 22        |        | Guatemala           | 4:12.65 |
| 23        |        | Emirati Arabi Uniti | 4:21.03 |